# Palindromsko zaporedje
Palindromsko zaporedje je zaporedje baz v DNK (npr. ATCGAT), ki se bere v smeri 5'→3' enako na obeh verigah in tako lahko s komplementarnim parjenjem baz nastane struktura zanke.
Dvojno vijačnico tvorita dve sparjeni verigi nukleotidov, ki potekata v nasprotnih smereh (vsaka se bere v smeri 5'→3'). Nukleotidi se vselej parijo na isti način (adenin (A) s timinom (T) v DNK oziroma z uracilom (U) v RNK in citozin (C) z gvaninom (G)). Tako je ena veriga nukleotidnega zaporedja palindromska, če je enaka zaporedju komplementarne verige. Na primer zaporedje v DNK ACCTAGGT je palindromsko, kajti njegov komplement je TGGATCCA in zaradi nasprotne usmeritve da zopet zaporedje, enako izvornemu.
Palindromska zaporedja se pojavljajo tudi v beljakovinah, vendar tam njihova vloga še ni pojasnjena.